# 莊秉潔
莊秉潔（1962年—），台灣環境工程學學者，現任國立中興大學環境工程系教授。

## 經歷
1984年，國立臺灣大學機械工程系學士畢業。畢業後曾在中研院擔任研究助理，後至美國留學。
1989年，取得美國加州大學洛杉磯分校土木所碩士，1990年取得博士學位。
1991年回到台灣，至中興大學任教。

## 新聞事件
2011年，他對六輕工業區提出研究報告，認為台塑六輕排放物恐增加居民罹癌風險。
2012年4月，台塑集團中的台化纖維公司、麥寮汽電公司對莊秉潔提出刑事與民事訴訟，刑事部分提告加重誹謗罪，民事部分提出侵害名譽損害賠償，求償共四千萬元，並要求在各大報刊登道歉啟示。臺北地檢署偵結，刑事部分不起訴，聲請再議亦駁回。2013年9月4日，民事部分臺北地方法院宣判免賠。
2015年，提出原燃煤電廠改以天然氣發電，建議台電秋冬污染日不使用燃煤電廠，若必要應遷至台灣下風處，並對高污染工業收取較高電費，改善台灣空污。。

## 外部連結
- 中興大學莊秉潔教授首頁 （页面存档备份，存于）